# Cyclaspis argus
Cyclaspis argus is een zeekommasoort uit de familie van de Bodotriidae. De wetenschappelijke naam van de soort is voor het eerst geldig gepubliceerd in 1902 door Zimmer.